# Ромуло Боржес Монтейро
Ромуло Боржес Монтейро (порт. Rômulo Borges Monteiro, нар. 19 вересня 1990, Пікос) — бразильський футболіст, півзахисник клубу «Фламенгу».

## Клубна кар'єра
У дорослому футболі дебютував 2009 року виступами за команду клубу «Васко да Гама», в якій провів три сезони, взявши участь у 55 матчах чемпіонату. 
До складу клубу «Спартак» (Москва) приєднався влітку 2012 року. 2017 року повернувся на батьківщину, ставши гравцем «Фламенгу».

## Виступи за збірну
У 2011 році дебютував в офіційних матчах у складі національної збірної Бразилії. Наразі провів у формі головної команди країни 8 матчів, забивши 1 гол.
У складі олімпійської збірної Бразилії — учасник футбольного турніру на Олімпійських іграх 2012 року у Лондоні.
| Дата       | Місто    | Господарі | Результат | Гості     | Турнір                            | Голи | Примітки |
| ---------- | -------- | --------- | --------- | --------- | --------------------------------- | ---- | -------- |
| 28/09/2011 | Белен    | Бразилія  | 2 – 0     | Аргентина | Superclásico de las Américas 2011 | -    |          |
| 09/06/2012 | Нью-Йорк | Аргентина | 4 – 3     | Бразилія  | товариський матч                  | 1    |          |
| Усього     |          | Матчів    | 2         |           | Голів                             | 1    |          |

## Титули і досягнення
- Володар Кубка Бразилії (1):

«Васко да Гама»:  2011
- Чемпіон Росії (1):

«Спартак» (Москва): 2016-17
- Переможець Суперкласіко де лас Амерікас: 2011
- Срібний олімпійський призер: 2012